# Daniel Brottier
Daniel Brottier (La Ferté-Saint-Cyr, 7 settembre 1872 – Parigi, 28 febbraio 1936) fu un sacerdote spiritano francese. Fu beatificato da Giovanni Paolo II nel 1984.

## Biografia

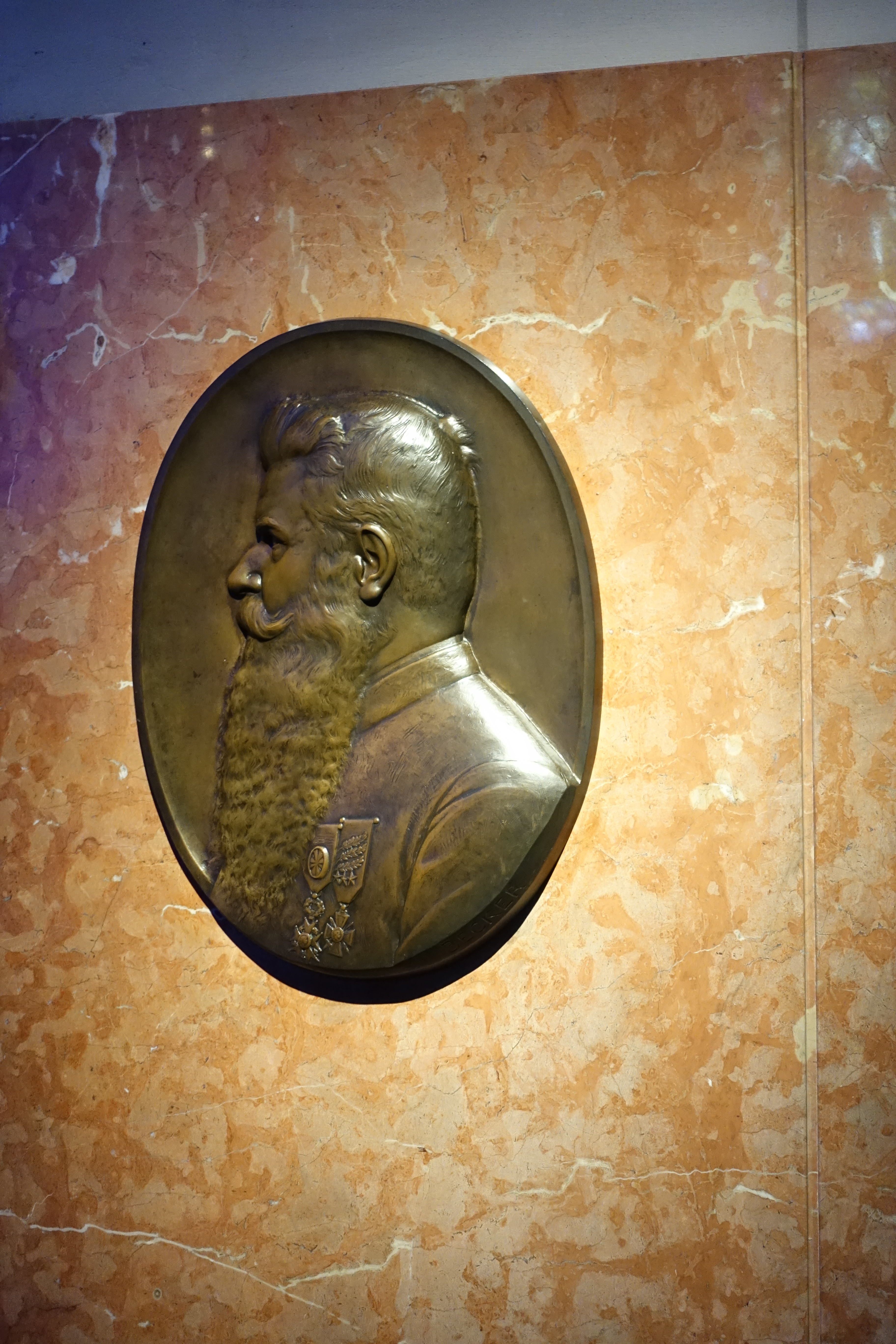
Sepoltura del beato Daniel Brottier nella cappella-santuario di Santa Teresa di Lisieux degli Orfanelli di Auteuil (Parigi).

Entrò nel seminario di Blois nel 1887 e nel 1899 fu ordinato sacerdote, avendo anche svolto un anno di servizio militare a Blois nel 1896.
Desiderando diventare un missionario, nel 1902 entrò nel noviziato degli spiritani di Orly e il 30 settembre 1903 professò nella congregazione.
Fu subito inviato missionario in Senegal, ma una persistente emicrania causata dal clima lo costrinse a rientrare in patria nel 1906. Rimessosi, raggiunse nuovamente la missione, ma il ripresentarsi del disturbo lo obbligò a stabilirsi definitivamente in Francia nel 1911. Anche dopo la sua partenza dal Senegal, il vescovo Hyacinthe Jalabert, vicario apostolico del Senegal, gli chiese di condurre una campagna di raccolta fondi per costruire una cattedrale a Dakar. A tal fine, Brottier fu nominato vicario generale di Dakar, anche se risiedeva a Parigi. Brottier si concentrò su questo progetto per sette anni su due periodi (cioè, 1911-1914 e 1919-1923), con l'intermezzo della prima guerra mondiale. La cattedrale di Dakar fu consacrata il 2 febbraio 1936, poche settimane prima della morte di Brottier.
Durante la prima guerra mondiale fu cappellano militare volontario. Fu menzionato dodici volte per il suo coraggio e fu decorato della Croix de guerre e della Legion d'onore. Egli attribuì la sua sopravvivenza all'intercessione di santa Teresa di Lisieux.
Alla fine del conflitto, si dedicò alla cura degli orfani presso un istituto ad essi dedicato nel quartiere parigino di Auteuil. Presso l'orfanotrofio promosse la costruzione di una cappella dedicata a santa Teresa di Lisieux, all'interno della quale poi venne sepolto. Gli orfanelli di Auteuil fabbricarono anche ornamenti in bronzo della cattedrale di Dakar.
Morì per una malattia polmonare nel 1936.

## Culto
La causa fu introdotta l'8 febbraio 1961 e il processo apostolico si svolse tra il 1962 e il 1965. Il 13 gennaio 1983 fu promulgato il decreto sulle virtù eroiche di Brottier, che divenne venerabile.
Papa Giovanni Paolo II lo proclamò beato nella basilica di San Pietro a Roma il 25 novembre 1984.
Il suo elogio si legge nel Martirologio romano al 28 febbraio.

## Onorificenze

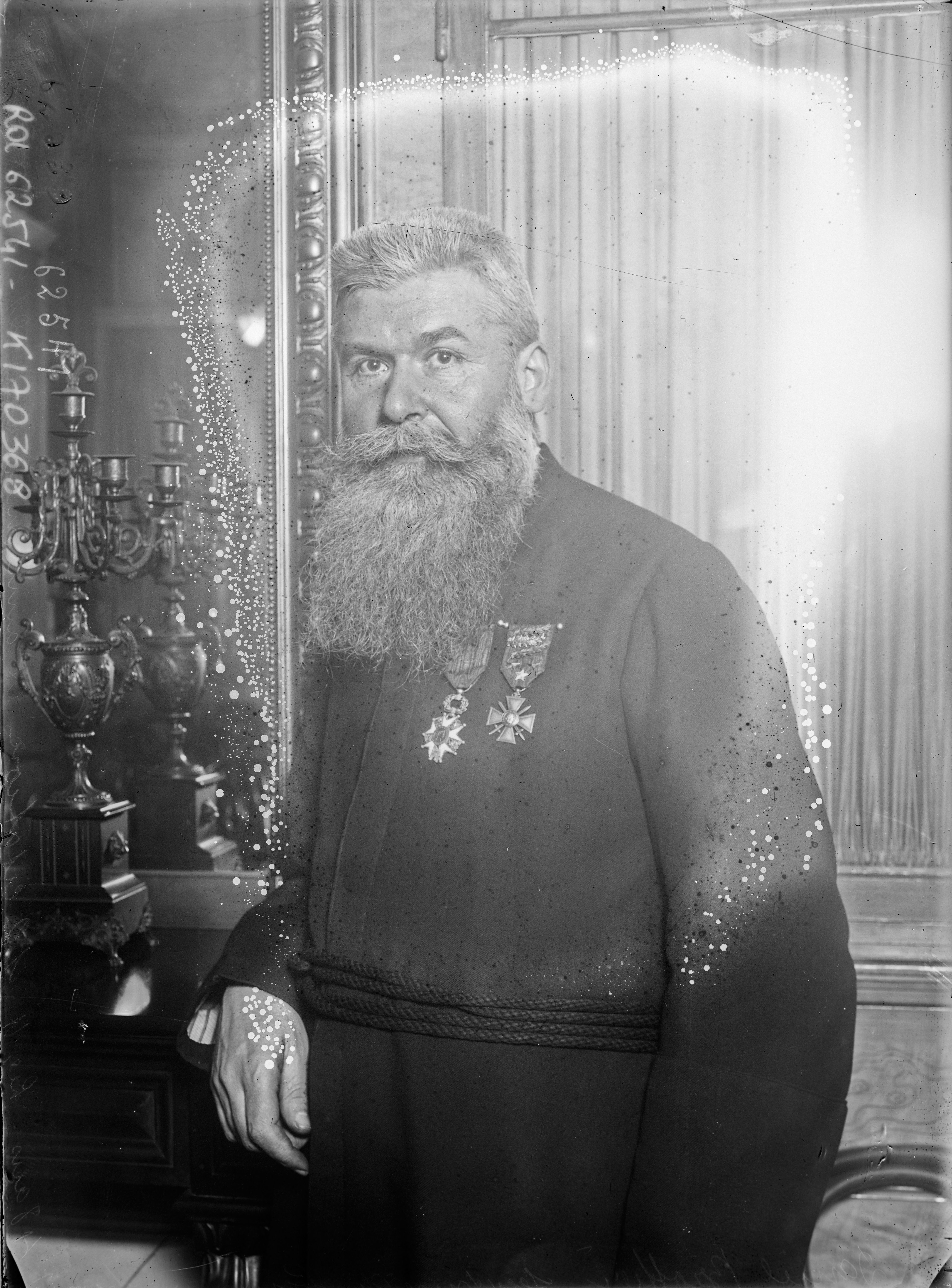
Daniel Brottier nel 1920.